# 1952年の広島カープ
1952年の広島カープでは、1952年シーズンの広島カープの動向についてまとめる。
この年の広島カープは、石本秀一監督の3年目のシーズンである。

## 概要

### 開幕前の混乱
セントラル・リーグの中では、2年連続最下位である戦力と、親会社がなく遠征費用すら事欠く資金力の両面で脆弱な広島カープを忌避する動きが強く、1951年の開幕前には隣県の山口県下関市に所在した大洋ホエールズとの合併が一度決まるなど、広島カープの存続には常に暗雲が漂っていた。さらには同じく財政難だった西日本パイレーツがパシフィック・リーグの西鉄クリッパースと合併、実質的には西鉄に吸収された新球団「西鉄ライオンズ」としてセリーグを脱退し、加盟チームが7チームになると、日程編成で大きな不都合が生じた。
これらの事情を背景に、1952年の開幕前のリーグ代表者会議において、シーズン勝率3割を切った球団には処罰を行うという申し合わせがされ、『年度連盟選手権実施要項』の22条に「（あるチームの勝率が3割に達しない場合は）当該球団に対するその後の処置は連盟会長の提案により理事長がこれを決定する」という形で明文化された。これはあくまで「処罰」であり合併や解散による消滅を明示したものではなかったが、少なくとも広島カープ球団や広島県民は「カープを排除するための決定」と受け止めた。
一方、チーム自体は前年12月からエース長谷川良平の名古屋ドラゴンズ移籍希望で大きく揺れていた。期限内に届くはずの球団からの統一契約書が未着だったことに端を発し、長谷川の故郷の愛知県にある名古屋が獲得を表明した問題は、越年しても解決のめどが立たなかった。前年の32勝のうち半分を超える17勝を挙げていた長谷川の移籍は広島球団の存続にとって致命的な問題であり、広島側は旅館の女将をやっていた球団女性後援会の幹部が名古屋に乗り込むなどの残留工作を展開し、最終的には史上初のコミッショナー裁定として福井盛太が3月10日に決定した長谷川からの提訴の棄却により、最終的に長谷川の広島残留が確定した。長谷川は3月20日に広島に帰着したが、リーグ開幕戦は翌日に迫っていて、調整の出遅れは明らかだった。
この中、前年に発効した日本プロフェッショナル野球協約が適用されることで地域保護権が確立され、熱狂的な県民ファンが主催試合（ホームゲーム）で支出する入場料が球団収入につながる道が開けたのは、わずかな光だった。また、30代半ばのベテラン選手だった大沢薫史と門前眞佐人が大洋ホエールズから加入し、特に旧制広陵中から進んで戦前の大阪タイガースで活躍した三次市（現在）出身の門前には帰郷とした名選手としての期待がかけられていた。一方、球団の極端な窮乏は変わらず、新人選手のスカウトは後述する渡辺のように、広島県内を網羅する後援会の幹部が人脈を駆使して県内の有望なアマチュア選手を引き込む例が続いていた。

### 「危機」の現実化
3月21日、主催試合として呉市二河野球場で行ったシーズン開幕戦、広島の石本監督は尾道西高校（現・尾道商業高校）から入団した高卒新人の大田垣喜夫を先発投手に起用したが、大田垣は松竹ロビンス打線を相手に9回を7安打1失点で完投し、2025年に到るまで史上唯一の高卒新人による開幕戦完投投手、かつ18歳5ヶ月での開幕戦勝利史上最年少記録となった。この流れで松竹とのホーム開幕4連戦を2勝1敗1分と勝ち越したが、続くホームの国鉄スワローズ3連戦と相手本拠地での遠征試合（ロード）になった名古屋3連戦で全敗して通算7連敗となった。4月5日の大阪タイガース戦（広島県総合グランド野球場）ではシーズン3試合目の登板となった長谷川が5安打の完封勝利でシーズン初勝利を挙げたが、この後もチームの連勝はなく、5月15日から6月7日までは1分をはさんで8連敗となった。この時点でのチーム成績は39試合8勝29敗2分、勝率は.216だった。試合間隔が開いた事情もあるが、5月は8日の大阪戦と14日の読売ジャイアンツ（巨人）戦の2勝のみに終わった。
また、長谷川は大阪戦から再び勝てなくなり、6月2日の名古屋戦（県総合）では延長15回を2失点完投したものの引き分けに終わる不運などもあって、オールスターゲームを控えたシーズン前半戦の最終戦となる6月28日の名古屋戦（中日球場）で自身のプロ野球活動史上で結果的に最悪となる10連敗（シーズン通算で1勝11敗）を記録した。この結果、広島のチーム成績は6月に少し持ち直したものの、全120試合中の50試合消化時点で12勝36敗2分の勝率.250となり、引分を考えない場合、勝率3割達成のためには後半戦の70試合で24勝46敗（勝率.343）が必要となった。
一方、他チームでは松竹ロビンスと国鉄スワローズが低迷していた。松竹はオーナー企業である商社の田村駒の経営が悪化し、1950年のリーグ初代王者になった時の主力選手である真田重男、岩本義行、大島信雄の放出を強いられて弱体化していた。国鉄は高校3年生の秋に中退して入団した金田正一が3年目にして既に絶対的なエースとして君臨しており、その金田が月間2勝7敗（通算7勝13敗）と苦しんだ5月はチーム全体でも4勝17敗に終わったことで、5月終了時点では5位松竹、6位国鉄、7位広島がいずれも0.5ゲーム差で続く状況となっていた。しかし6月になると国鉄では金田が復調し、特に広島戦では3勝1敗と勝ち越して、国鉄全体も月間で10勝7敗となったことで、前半戦終了時点では6位松竹（61試合19勝41敗1分、.317）と7位広島がリーグ処罰対象になる可能性の高いチームとなっていた。ただし、松竹は試合を順調に消化していたため、残り59試合で17勝（17勝42敗の場合は勝率.288）すれば最終勝率が3割に到達することになっていた。また、シーズン全体では63盗塁を記録して同年の盗塁王となる金山次郎と打率・本塁打・打点の各部門で広島の全選手を上回る成績を残した小鶴誠は松竹での活躍を続けており、リーグ優勝の経験を含め、松竹に対して広島は厳しい状況にあった。

### 後半戦の直接対決
後半戦の焦点は日程が混み合っていく中での選手のやりくり、特にシーズン全体で20試合が予定される中で15試合が残っている松竹との直接対決となった。後半戦最初の同カードになった7月12日の6回戦（大阪球場）では、松竹のエース小林恒夫を白石勝巳の本塁打などで広島打線が攻略して10点を奪い、長谷川良平が3ヶ月ぶりとなるシーズン2勝目を完投で挙げた。ただしここから広島は負け続け、7月27日の第1試合（県総合）でも大洋ホエールズに敗れてシーズン2度目の8連敗、通算で13勝45敗2分となった。勝率.224は後半戦で最低となり、最終勝率3割のノルマは60試合で23勝37敗、勝率.375とさらに厳しくなっていた。なお、第2試合では広島が勝ち、連敗を止めた。
7月29日から31日までの松竹3連戦は広島県内で行う最後の同カード3連戦であり、3.5ゲーム差を付けられている7位広島にとって6位松竹との差を詰める大きな機会だった。29日の7回戦（呉市営広町球場）は4回までに広島が9点を取り、先発の長谷川が7回無失点でシーズン3勝目、30日の8回戦と31日の9回戦（いずれも県総合）では先発の大田垣と杉浦竜太郎を長谷川がリリーフして投手戦を制した。一方、松竹はその前の巨人戦から続く連敗が6まで続き、広島と松竹との差は0.5ゲーム差になった。
8月の広島は前半に2週間かけて巨人・大洋・国鉄に帯同して北海道や東北地方を巡回する長期遠征の後に広島県内で大阪や名古屋と対戦する日程となり、首位の巨人やそれを追う大阪と名古屋には苦戦したものの、大洋と国鉄には地道に白星を重ね、10日の国鉄戦（札幌市円山球場）では前年に広島県庁の軟式野球部から入団した渡辺信義が完投でプロ初勝利を記録した。また、12日の巨人戦（夕張市鹿の谷球場）では9回裏に長谷川が川上哲治に打たれた三遊間への打球を白石が「逆シングル」で捕球し、同点の危機を阻止して広島を勝利に導いた。白石は1999年の中国新聞紙上インタビューでこれを「生涯最高のプレー」と振り返っている（白石勝巳#1952年シーズンのビッグプレー）。シーズンを全体では巨人戦は20試合で3勝17敗だった広島にとって、この試合は直接対決での連敗を7で止める貴重な勝利となり、白石へのインタビューを掲載した中国新聞の記事内ではこれを「球団存続への分岐点」と評している。
一方、松竹は前月末の広島3連戦を含む連敗を8月8日の大阪戦に勝って7で止めたものの、翌9日の大阪戦から引き分けなしの10連敗を記録し、7月26日から8月24日までの合計で1勝17敗の惨状となった。その理由は極端な貧打で、この約1ヶ月間、松竹は4点以上取った試合が一つも無かった。小鶴は4番として試合に出続けていたが、同期間の大半を含めて32試合本塁打がなかった。6位松竹と7位広島の順位は変わらなかったが、広島が白石の逆シングルで勝利した8月12日には両チームのゲーム差が逆転した。8月23日は広島に続いて松竹も勝率3割を割り込んだ。
月末の30日に広島はロードの大阪球場で松竹とのダブルヘッダーを行った。1戦目（10回戦）では長谷川が終盤に崩れて同カードでの広島の連勝が5で止まったが、2戦目（11回戦）では渡辺が松竹を完封して3勝目を挙げた。8月までの全試合日程を終えたこの時点で広島の勝率3割ノルマは残り37試合で13勝24敗、勝率.351だった。

### 過密ロード
9月に入ると広島は過密日程に直面し、結局は5月から7月の各月の2倍を超える29試合を、24試合（12日間）のダブルヘッダーで消化することになった。2日の国鉄戦ダブルヘッダー（県総合）を渡辺と杉浦の両先発から長谷川のロングリリーフ（6回から9回まで）で連勝した広島は4月13日以来となる勝率3割を回復し（25勝58敗2分、勝率.301）、翌3日の同カードには敗れたものの、4日に行われた松竹とのダブルヘッダーは1勝1敗とした。特に第2戦（13回戦）は中1日で先発した長谷川が松竹打線を2安打で完封した。しかし、その後のダブルヘッダー6試合を含む7試合では1勝6敗と低迷し、特に長谷川はそのうち3敗となった。
17日と18日は2日連続ダブルヘッダーとなる松竹4連戦（大阪）となり、17日の第1戦（14回戦）は先発の大田垣が2回で降板して敗戦、第2戦（15回戦）は長谷川が9回1失点完投したものの引き分けとなった。18日は渡辺が第1戦（16回戦）で2安打完封、第2戦（17回戦）は6回2安打だった杉浦を7回からリリーフして3回無安打での完封リレーと大活躍し、チームを再び6位と勝率3割台に復帰させた。この試合以後、石本監督は大田垣を中継ぎに回し、長谷川と渡辺の二人を先発の軸にして、あとは先発兼任の杉浦を含め随時登板させる投手起用に移行したが、松竹戦の後に関西に残って行った大阪との3連戦（19-20日）、そこから広島を通過して山口県の下関市営球場で行った大洋戦（23-24日）、そして甲子園球場に戻って消化した大阪とのダブルヘッダー（26日）のロード8試合で1勝7敗と大きく負け越した。これは首位巨人を猛追する大阪の勢いに押されたのと、大洋との初戦（23日第1戦）での長谷川のサヨナラ負けを含む3試合38失点の投手陣崩壊が影響していた。そして28日に行った名古屋戦（中日）ではラッキーボーイだった渡辺がリリーフ登板で逆転サヨナラ負けを喫し、最終勝率3割ノルマの達成には残り12試合で6勝、5割ちょうどの勝率が要求されることとなった。この試合後、石本は選手達に対し、「勝率3割ノルマ割を達成できんかったらカープはなくなる。頼む。勝ってくれ」と涙ながらの檄を飛ばしたとされる。

### 脱出
石本監督の檄の翌日、9月29日も同じ中日球場での名古屋戦ダブルヘッダーだった。第1戦（17回戦）は長谷川良平が8回6安打ながら5失点で完投負けとなったが、第2戦（18回戦）では先発投手の榊原盛毅が7回1失点、打っても4打数3安打2打点と投打に大活躍をして、大洋戦の初戦からの連敗を7で止めた。榊原は尾道西高校で大田垣の同級生だった新人で、この試合でプロ初先発初勝利となった。この試合は長谷川が8回から2イニングを投げたが、翌30日、刈谷球場でのダブルヘッダーでも長谷川はリリーフで連投し、9回途中から登板した第1戦（19回戦）では延長13回に名古屋のエース杉下茂を打線が攻略したことで勝ち投手（8勝目）、第2戦（20回戦）では杉浦から渡辺を介したリレーを7回からつないで接戦をものにした。連敗中で迎えた、しかもここまでシーズン対戦成績が1勝13敗1分と全く歯が立たなかった3位名古屋とのビジター5連戦で勝ち越したことで広島は6位と勝率3割台に復帰し、松竹と最後の直接対決を迎えた。
10月2日と3日に大阪府の藤井寺球場で行われた松竹とのロード3連戦は、2日の第1戦（18回戦）が初回に山川武範と武智修の二人が本塁打を打って松竹先発の片山博を降板させた広島打線が15安打で12点を取り、先発の長谷川は8回を2失点で乗り切って広島が快勝した。広島が2桁得点を記録したのは上述した7月12日の松竹戦以来、実に47試合ぶりのシーズン3回目だった。第2戦（19回戦）は逆に松竹打線が広島投手陣を攻略し、小林恒夫が2失点で完投した松竹が勝った。3日（20回戦）は杉浦竜太郎が松竹打線を小鶴誠の2塁打1本に押さえる1安打完封投球を見せ、3連戦は広島が2勝1敗で勝ち越した。この結果、広島は残り5試合で1つでも勝つか引き分けるかで最終勝率が3割を超えることになった。
20試合におよぶ長期ロードを終え、20日ぶりに広島県総合グランドに戻って開催された10月5日の大洋戦は1万8千人の大観衆が集まったとされ、第1戦では大洋の先発投手高野裕良に対しベテランの控え捕手だった藤原鉄之助が3打点を挙げ、エース同士の投げ合いとなった長谷川が9安打を浴びながらも4失点で完投して、自身でも新人以来の3年連続となる10勝目、そしてチームとしてのシーズン通算36勝目を飾った。これにより最終勝率3割台のノルマが達成され、広島カープは消滅の危機から再び脱出した。
チームの最終成績は120試合で37勝80敗3分、勝率は3割1分6厘となった。前年からは勝率が下がり、優勝した巨人とのゲーム差も前年よりさらに開いたが、球団発足から3年目で初めて「最下位」から脱出し、「チーム存続」という大目標は達成された。優勝した巨人に3勝17敗、2位大阪に4勝16敗、3位名古屋に4勝15敗1分、4位大洋に5勝15敗で上位4チームには通算16勝63敗1分（勝率2割3厘）と全く対抗できず、この4チーム相手に連勝したのは9月末の対名古屋戦3連勝のみだったが、松竹との直接対決で13勝5敗2分と圧倒したのが重要だった。計算上、2試合の勝敗が逆転していれば、広島が最下位（7位）に転落して勝率3割を割ることになっていた。
投手陣では開幕に出遅れた長谷川良平が前年の17勝14敗から11勝24敗へと大きく成績を落としたが、年間を通じて先発をになった杉浦竜太郎、特に前半戦で活躍し7勝17敗となった大田垣喜夫と名古屋戦で貴重な初勝利を挙げた榊原盛毅の尾道西高校コンビ、8月中旬からのみで6勝した渡辺信義など、新人も含めたチーム全体で持ちこたえ、最後に長谷川が復調するシーズンとなった。打線では大沢がほぼ一塁手として唯一の全120試合出場を果たし、門前も93試合で捕手を務めるなどの活躍を見せたが、助監督兼任の白石勝巳の打率は前年から7分近く低い2割2分に終わった。また、他の6球団がいずれも全体で「50本塁打100盗塁」を達成する中、広島の「29本塁打44盗塁」は際だって少なかった。チーム内の本塁打王は6本の武智修と門前、盗塁は白石の11個を除くと全員が5個以下で、機動力と長打力の決定的な欠乏が洗い出された。

### 松竹合併の影響
10月5日の時点では松竹にも残り8試合で5勝4敗（勝率.555）を達成することで最終勝率3割到達の可能性が残されていたが、10月12日のダブルヘッダー第1戦で大洋に敗れて、残り3試合でそれが不可能となった。これで今度は広島が松竹に対して強い立場で交渉できることとなり、11月20日には正式にチーム統合の申し入れを行ったが、松竹球団はこれを拒否し、最終的には翌1953年1月11日に大洋ホエールズとの対等合併を発表した。新球団名は「大洋松竹ロビンス」、本拠地は事実上大阪球場で、事実上は大洋が松竹を吸収合併して大阪へ移転した形になり、広島カープは中国地方唯一のプロ野球チームとしての立ち位置をさらに強めた。
一方、広島市民の間では存続成功に続く球団強化策として、松竹にいた2人の有力選手、同年の盗塁王（63個）となった金山次郎と5年連続2桁本塁打（17本）を記録した小鶴誠を獲得しようという声が上がっていった。広島の欠点である機動力と長打力の充当には好適な選手で、石本はカープ後援会の役員を招集して「松竹にいい選手がいるが、獲得には一千万円かかる。何とかひねり出してほしい」と要請して市内の各地区から資金調達を行った。さらに、当時は造船会社の社員として広島県立病院に入院中で、その後に広島球団の取締役を務めた岡本昌義は金山と小鶴に毎週書状を送って広島県民の情熱と入団への懇願を続ける活動を行い、地元紙の中国新聞は岡本の読者投稿を紙面に掲載した。これは翌1953年のシーズン前に金山と小鶴が広島入団を決意する事へつながり、23年後の1975年に達成されたリーグ初優勝まで続くチーム強化への礎の一つとなった。

#### 1952年の広島カープの月別勝敗表
|    | 各月内成績 | 各月内成績 | 各月内成績 | 各月内成績 | 各月内成績 | 各月末時点の通算成績 | 各月末時点の通算成績 | 各月末時点の通算成績 | 各月末時点の通算成績 | 各月末時点の通算成績 | 各月末時点の通算成績 | 各月末時点の通算成績 |                                                         |
| 月 | 試         | 勝         | 負         | 分         | 勝率       | 試                   | 勝                   | 負                   | 分                   | 勝率                 | 位                   | 松竹との ゲーム差    | 特記事項                                                |
| -- | ---------- | ---------- | ---------- | ---------- | ---------- | -------------------- | -------------------- | -------------------- | -------------------- | -------------------- | -------------------- | -------------------- | ------------------------------------------------------- |
| 3  | 7          | 2          | 4          | 1          | .333       | 7                    | 2                    | 4                    | 1                    | .333                 | 7                    | -0.5                 | 21-23日に松竹との開幕4連戦で2勝1敗1分                   |
| 4  | 16         | 4          | 12         | 0          | .250       | 23                   | 6                    | 16                   | 1                    | .273                 | 7                    | -1.5                 | 15日に長谷川がシーズン初勝利                            |
| 5  | 13         | 2          | 11         | 0          | .154       | 36                   | 8                    | 27                   | 1                    | .229                 | 7                    | -1.0                 | 月内は8日と14日の2勝のみ、15日-6月7日で8連敗（1分）     |
| 6  | 14         | 4          | 9          | 1          | .308       | 50                   | 12                   | 36                   | 2                    | .250                 | 7                    | -1.0                 | 28日の名古屋戦で長谷川10連敗、同戦で前半戦終了          |
| 7  | 14         | 5          | 9          | 0          | .357       | 64                   | 17                   | 45                   | 2                    | .274                 | 7                    | -0.5                 | 15-27日に8連敗、27-31日に4連勝（共に同年最長）          |
| 8  | 19         | 6          | 13         | 0          | .316       | 83                   | 23                   | 58                   | 2                    | .284                 | 6                    | 2.0                  | 12日に白石の逆シングル、同日に6位松竹とのゲーム差が逆転 |
| 9  | 29         | 10         | 18         | 1          | .357       | 112                  | 33                   | 76                   | 3                    | .302                 | 6                    | 0.0                  | 23-29日に7連敗で7位転落、29-30日に3連勝で6位と3割復帰   |
| 10 | 8          | 4          | 4          | 0          | .500       | 120                  | 37                   | 80                   | 3                    | .316                 | 6                    | 3.5                  | 2-3日の松竹3連戦2勝1敗、5日に最終勝率3割台確定（残4）   |

## チーム成績

### レギュラーシーズン
| 1 | 遊 | 白石勝巳   |
| 2 | 中 | 塚本博睦   |
| 3 | 二 | 武智修     |
| 4 | 一 | 大沢伸夫   |
| 5 | 捕 | 門前真佐人 |
| 6 | 左 | 岩本章     |
| 7 | 右 | 長持栄吉   |
| 8 | 三 | 磯田憲一   |
| 9 | 投 | 大田垣喜夫 |

| 順位 | 4月終了時 | 4月終了時 | 5月終了時 | 5月終了時 | 6月終了時 | 6月終了時 | 7月終了時 | 7月終了時 | 8月終了時 | 8月終了時 | 9月終了時 | 9月終了時 | 最終成績 | 最終成績 |
| ---- | --------- | --------- | --------- | --------- | --------- | --------- | --------- | --------- | --------- | --------- | --------- | --------- | -------- | -------- |
| 1位  | 巨人      | --        | 巨人      | --        | 巨人      | --        | 巨人      | --        | 巨人      | --        | 巨人      | --        | 巨人     | --       |
| 2位  | 名古屋    | 2.5       | 大洋      | 3.0       | 大阪      | 5.5       | 大阪      | 3.0       | 大阪      | 6.0       | 大阪      | 5.5       | 大阪     | 3.5      |
| 3位  | 大洋      | 4.0       | 大阪      | 3.0       | 名古屋    | 5.5       | 名古屋    | 6.5       | 名古屋    | 7.0       | 名古屋    | 7.0       | 名古屋   | 7.0      |
| 4位  | 大阪      | 4.5       | 名古屋    | 5.0       | 大洋      | 12.5      | 大洋      | 12.5      | 大洋      | 18.5      | 大洋      | 21.5      | 大洋     | 25.0     |
| 5位  | 国鉄      | 8.0       | 松竹      | 18.0      | 国鉄      | 21.0      | 国鉄      | 25.0      | 国鉄      | 31.5      | 国鉄      | 31.5      | 国鉄     | 33.0     |
| 6位  | 松竹      | 9.0       | 国鉄      | 18.5      | 松竹      | 24.5      | 松竹      | 29.0      | 広島      | 37.5      | 広島      | 43.5      | 広島     | 44.5     |
| 7位  | 広島      | 10.5      | 広島      | 19.0      | 広島      | 25.5      | 広島      | 29.5      | 松竹      | 39.5      | 松竹      | 44.0      | 松竹     | 48.0     |

| 順位 | 球団             | 勝 | 敗 | 分 | 勝率 | 差   |
| 1位  | 読売ジャイアンツ | 83 | 37 | 0  | .692 | 優勝 |
| 2位  | 大阪タイガース   | 79 | 40 | 1  | .664 | 3.5  |
| 3位  | 名古屋ドラゴンズ | 75 | 43 | 2  | .636 | 7.0  |
| 4位  | 大洋ホエールズ   | 58 | 62 | 0  | .483 | 25.0 |
| 5位  | 国鉄スワローズ   | 50 | 70 | 0  | .417 | 33.0 |
| 6位  | 広島カープ       | 37 | 80 | 3  | .316 | 44.5 |
| 7位  | 松竹ロビンス     | 34 | 84 | 2  | .288 | 48.0 |

## オールスターゲーム1952
| ファン投票 | 選出なし |
| 監督推薦   | 選出なし |

## 表彰選手
| リーグ・リーダー |
| ---------------- |
| 受賞者なし       |

| 選出なし |

### 注
1. ↑  広島県の地方紙（中国地方の広域ローカル紙）である中国新聞では、47年後の1999年の連載記事の中でも「当時、同リーグは七球団。これでは試合運営に支障をきたすとして、六球団制をもくろむ連盟が、万年最下位のカープ抹殺のため設けた規約であることは、八月末から約一ヶ月間で27試合という過酷な日程などを見れば、明らかであった。」とし、「抹殺」という強い表現を使っている。
2. ↑  同年の金田は、シーズン全体では24勝25敗、広島戦では8勝3敗の成績を残した。
3. ↑  小林は石本秀一が1949年に松竹の前身である大陽ロビンスへの移籍を強行させた経緯があり、その後に広島カープ設立を承けて石本が退団した後も改名した松竹に残って、真田と大島の抜けたチームを支えていた。また、開幕前の長谷川契約問題では解決策の一つとして小林の広島移籍案があったともされる。詳細は長谷川の項目を参照。
4. ↑  同じ呉市内にある二河球場とは別の球場。
5. ↑  当時の野球にはまだ救援投手を顕彰するセーブの概念がなかったが、1974年以降に導入された日本プロ野球のセーブ規定と照合すると、両試合とも長谷川にセーブが与えられる。
6. ↑  2004年に開場した夕張市平和運動公園野球場（サングリンスタジアム）とは別の球場。
7. ↑  株式会社Creative2が運営する野球専門のWebメディア「Full-Count」では、逆シングルを「グラブをはめている手とは反対方向の打球を、グラブを反対側に伸ばして片手で掴むこと」と定義している。通常の捕球と比較すると高度な守備技術が必要ともされる。
8. ↑  小林恒夫の5安打完封勝利。
9. ↑  試合消化数が多かった松竹は、負け越し（借金）数では広島を越えたものの、通算勝率では広島より上だった。
10. ↑  相手の名古屋では杉下茂がシーズン31勝目を挙げた。
11. ↑  榊原はこの試合の先発登板について、「いきなり大役。緊張する暇なかった」という証言をしている。
12. ↑  ただし、防御率は3.48から3.32へ良化した。
13. ↑  名目上は旧大洋ホエールズに引き続き下関球場を本拠地として登録したが、下関球場での試合数は1952年大洋ホエールズの18試合から1953年洋松ロビンスでは2試合へと激減した。
14. ↑  特に金山は前年の盗塁王として広島の野球そのものに大きな変革をもたらした。1957年の現役引退後も球団コーチ、さらに地元放送局の中国放送(RCC)の解説者として広島に残り、1975年10月15日の広島リーグ初優勝決定試合ではRCCのラジオ中継（参考：RCCカープナイター）解説者として後楽園球場からの実況中継に参加した。